# Siem Heiden
Simon ("Siem") Heiden (IJsselmonde, 12 maart 1905 – Rotterdam, 3 augustus 1993) was een Nederlands schaatser. Hij was lid van de eerste Nederlandse Olympische ploeg die deelnam aan de Winterspelen.

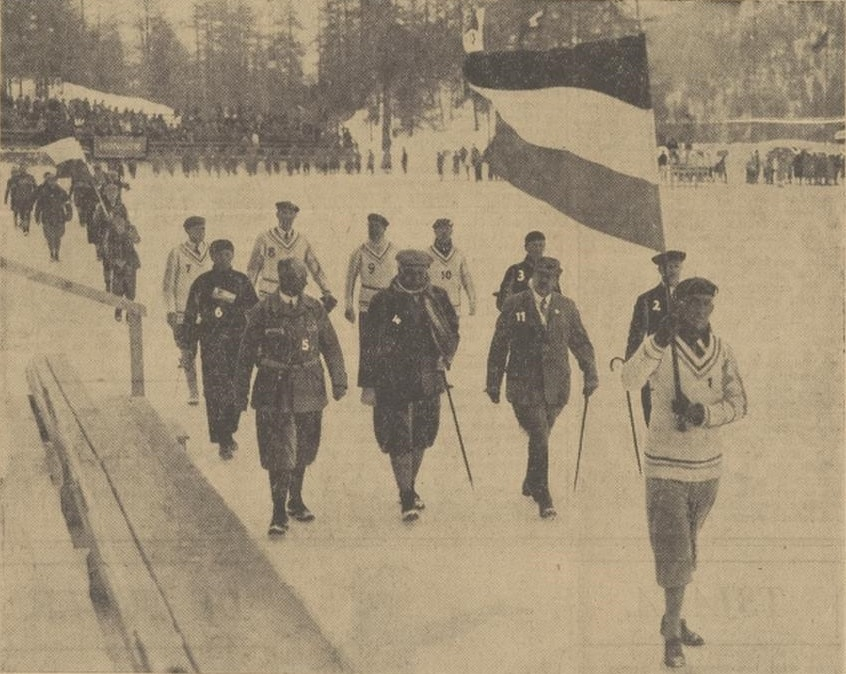
De Nederlanders tijdens de openingscere-monie. Wim Kos loopt links, en Siem Heiden rechts, in het zwart, op de middelste rij. Voor hen lopen de bobo's, achter en met vlag de bobploeg.

Nederland vaardigde in 1928 voor het eerst een Olympische ploeg af naar de Winterspelen in Sankt Moritz, nadat in 1924 Chamonix-Mont-Blanc de eer had de eerste Olympische Spelen voor wintersporten te organiseren. Twee schaatsers en vijf bobsleeërs vormden de ploeg in Sankt Moritz. Samen met Wim Kos vertegenwoordigde Heiden het schaatsende deel van de ploeg. Omdat de Nederlandse officials in het hotel de bedden bezetten moesten Heiden en Kos in Sankt Moritz overigens op de grond en in de badkuip slapen.
Heiden nam deel aan drie onderdelen op de Winterspelen van 1928. Op de 5000 meter zette hij zijn beste prestatie neer door als 11e te eindigen. Deze afstand was zijn favoriet, dit blijkt ook uit het wereldrecord dat hij vestigde in 1933. In Davos reed hij het drie jaar oude record van de Noor Ivar Ballangrud uit de boeken. Met 8.19,2 was hij ruim twee seconden sneller dan de Noor.
Toen hij het wereldrecord achter zijn naam heeft gebracht, was hij lid van RV & AV Feyenoord.
Siem Heiden redde mogelijk een prins het leven. Tijdens de Spelen in Sankt Moritz vonden hij en Kos na een vrolijk samenzijn na de 5000 meter de in kennelijke staat verkerende en onderkoelde Prins Hendrik en redden hem van een mogelijke bevriezingsdood. Het verhaal kwam vanzelfsprekend alleen van Heiden zelf, want hij had het van de Prins-Gemaal niet mogen vertellen, aldus opnieuw zijn eigen verhaallijn.

## Records

### Wereldrecords
| Nr. | Afstand    | Tijd   | Datum           | Baan  |
| --- | ---------- | ------ | --------------- | ----- |
| 1.  | 5000 meter | 8.19,2 | 22 januari 1933 | Davos |

## Resultaten
| Jaar | NK Allround | EK Allround | Olympische Spelen            | WK Allround |
| ---- | ----------- | ----------- | ---------------------------- | ----------- |
| 1928 |             | 17e         | 27e 500m 18e 1500m 11e 5000m | 15e         |
| 1929 | Zilver      | 5e          |                              | -           |
| 1930 |             | 6e          |                              | 5e          |
| 1931 |             | 15e         |                              | 10e         |
| 1932 |             | NF4         | -                            | -           |
| 1933 | NS4         | -           |                              | 10e         |
| 1934 |             | 9e          |                              | -           |
| 1946 | 12e         |             |                              |             |

### Medaillespiegel
| kampioenschap     | goud | zilver | brons |
| ----------------- | ---- | ------ | ----- |
| NK Allround       | 0    | 1      | 0     |
| EK Allround       | 0    | 0      | 0     |
| Olympische Spelen | 0    | 0      | 0     |
| WK Allround       | 0    | 0      | 0     |

- International Standard Name Identifier: 0000 0003 9094 8497
- Nederlandse Thesaurus van Auteursnamen: 291006175
- Virtual International Authority File: 284704023